# Cadore
Das Cadore (italienisch il Cadore, ladinisch l Cadore oder l Ciadore, friaulisch il Cjadovri; von lat. Cadubrium, Catubria; deutsch auch Kadober, Cadober, Kataufers oder Gadraub) ist eine von den Dolomiten umrahmte Tallandschaft im norditalienischen Venetien. Durchflossen wird das Tal oberhalb von Longarone von Boite und Piave. Das Cadore liegt in der Provinz Belluno und grenzt im Westen an das Trentino, im Norden an Süd- und Osttirol sowie an das kärntnerische Lesachtal und im Osten an Karnien im Friaul. Die Gemeinden im Cadore bilden vier Bezirksgemeinschaften (Comunità Montane). In zahlreichen Orten wird Ladinisch gesprochen.

## Geographie

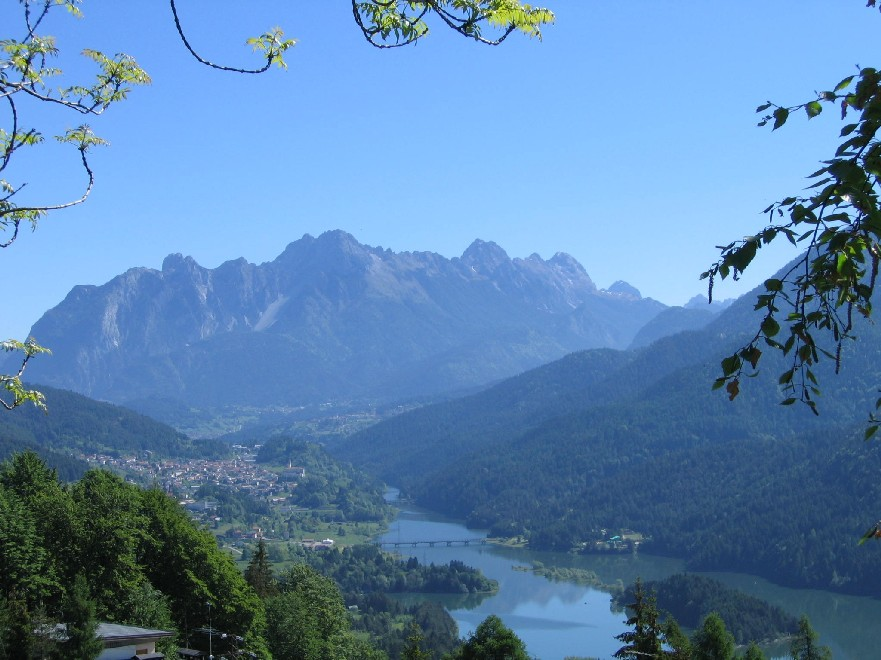
Landschaft in der Talmitte

### Gemeinden und Berggemeinschaft
Die Gemeinden des  Cadore bilden heute vier comunità montane (Berggemeinschaften):
- Comunità montana Cadore Longaronese Zoldo: Ospitale di Cadore, Zoppè di Cadore (zusammen mit den nicht cadorinischen Gemeinden Longarone, Soverzene, Val di Zoldo)
- Comunità montana Centro Cadore:[1] Auronzo di Cadore, Calalzo di Cadore, Domegge di Cadore, Lorenzago di Cadore, Lozzo di Cadore, Perarolo di Cadore, Pieve di Cadore, Vigo di Cadore, Valle di Cadore
- Comunità montana Comelico-Sappada: Comelico Superiore, Danta di Cadore, San Nicolò di Comelico, San Pietro di Cadore
  - Santo Stefano di Cadore, Sappada[2]
- Comunità montana Valle del Boite: San Vito di Cadore, Vodo di Cadore, Borca di Cadore, Cibiana di Cadore (mit Cortina d’Ampezzo)[3]
- Selva di Cadore ist Teil der Comunità montana Agordina.[4]

## Geschichte
Die Römer unterwarfen das Cadore im 2. Jahrhundert v. Chr. und gliederten es der X. Region Venetia et Histria an.
Ab 973 besaß das Hochstift Freising die Grafschaft Cadore, bis sie vorübergehend zu Kärnten und dann ab 1077 für lange Zeit zum Fürstpatriarchat Aquileia kam. 1338 wurden die interne Autonomie und die republikanische Verfassung des Tales von Karl von Mähren durch die Statuti Cadorini anerkannt und blieben bis 1805 bestehen.
Nach der Auflösung des Fürstpatriarchats Aquileia (1420) übernahm die Republik Venedig die Rolle des Herrschers. 1508 und 1509 besiegten die Venezianer zusammen mit Kräften aus dem Cadore Kaiser Maximilian I., der sich die Gegend einverleiben wollte. 1511 gelang ihm allerdings, das ganz im Norden des Cadore liegende Cortina d’Ampezzo zu besetzen. Es blieb bis 1919 bei Österreich und hat eine eigene Identität bewahrt.
Das übrige Cadore blieb bis zu den Napoleonischen Kriegen bei der Republik Venedig. Auf dem Wiener Kongress schlug man es mit ganz Venetien und der Lombardei dem Kaisertum Österreich zu, wogegen sich schon bald Widerstand in der Bevölkerung regte. Während des Risorgimento kam es im Cadore im Mai 1848 zu einem von Pietro Calvi angeführten Volksaufstand gegen die österreichische Fremdherrschaft.
Im Ersten Weltkrieg war das Cadore an der Alpenfront Schauplatz heftiger Kämpfe zwischen Österreichern und Italienern.
Während des Faschismus und z. T. auch noch in den Jahren danach litt das Cadore, das als Teil der Republik Venedig immer eine gewisse Autonomie genossen hatte, am politischen Zentralismus Italiens. Im Zuge der Regionalisierung kam es wiederum zu Venetien, ohne jedoch innerhalb der Region eine gewisse Selbständigkeit zu erhalten.
Wegen der ausgeprägten Unterschiede zwischen den Landesteilen in der Ebene und im Gebirge und auch aus finanziellen Erwägungen befürworten etliche Gemeinden im Cadore einen Beitritt zur autonomen Region Trentino-Südtirol. Es gab auch Initiativen für ein Autonomiestatut des Cadore innerhalb der Region Venetien. Eine Ausdehnung der Finanzhoheit der italienischen Regionen mit Normalstatut (federalismo fiscale) und eine Sonderstellung des Cadore innerhalb Venetiens gelten als wahrscheinlichste Lösung.

## Tal der Gelatieri
Das Val di Zoldo, südlich des Cadore gelegen, ist auch als „Tal der Gelatieri“ bekannt. Von hier stammt die Mehrheit der italienischen Eisdielen-Besitzer in Deutschland und Österreich. Seit den 1920er Jahren wanderten sie aus, um im Sommer Eis zu verkaufen und den Winter in ihrer Heimat zu verbringen.

## Wirtschaft
In den letzten Jahrzehnten hat sich das Cadore zu einer recht wohlhabenden Gegend entwickelt, in der sich zahlreiche Industriebetriebe (darunter Brillenhersteller wie Luxottica) angesiedelt haben. Der Tourismus und der Wintersport spielen ebenfalls eine bedeutende Rolle.

## Persönlichkeiten
- Johannes Agnoli (1925–2003), Politikwissenschaftler
- Pietro Calvi (1817–1855), Freiheitskämpfer
- Nevio De Zordo (1943–2014), Bobfahrer
- Tiziano Vecellio (um 1488 bis 1490–1576), Maler
- Luigi Ciotti (* 1945), Geistlicher